# Ctenopelma
Ctenopelma är ett släkte av steklar som beskrevs av Holmgren 1857. Ctenopelma ingår i familjen brokparasitsteklar.

## Dottertaxa tillCtenopelma, i alfabetisk ordning[1][2]
- Ctenopelma acantholydae
- Ctenopelma albidum
- Ctenopelma albipes
- Ctenopelma altitudinis
- Ctenopelma areolatum
- Ctenopelma balsameae
- Ctenopelma bicolor
- Ctenopelma boreale
- Ctenopelma boreoalpinum
- Ctenopelma brevicorne
- Ctenopelma cephalciae
- Ctenopelma crassicorne
- Ctenopelma croceum
- Ctenopelma elegantulum
- Ctenopelma erythrocephalae
- Ctenopelma fascipenne
- Ctenopelma flammator
- Ctenopelma fulvescens
- Ctenopelma karafutonis
- Ctenopelma labradorense
- Ctenopelma lapponicum
- Ctenopelma latigaster
- Ctenopelma longicrus
- Ctenopelma luciferum
- Ctenopelma luteum
- Ctenopelma neurotomae
- Ctenopelma nigriceps
- Ctenopelma nigricorne
- Ctenopelma nigripenne
- Ctenopelma nigrum
- Ctenopelma orientale
- Ctenopelma parvator
- Ctenopelma petiolatum
- Ctenopelma ruficeps
- Ctenopelma ruficorne
- Ctenopelma ruficoxator
- Ctenopelma rufifemur
- Ctenopelma rufigaster
- Ctenopelma rufiventre
- Ctenopelma sanguineum
- Ctenopelma tenuigaster
- Ctenopelma tomentosum